# 托雷德佩尼亚菲耶尔
托雷德佩尼亚菲耶尔，是西班牙卡斯蒂利亚-莱昂巴利亚多利德省的一个市镇。总面积30平方公里，总人口48人（2001年），人口密度2人/平方公里。